# Melanolophia signitaria
Melanolophia signitaria là một loài bướm đêm trong họ Geometridae.